# Терлици
Терлици (итал. Terlizzi) је насеље у Италији у округу Бари, региону Апулија.
Према процени из 2011. у насељу је живело 25811 становника. Насеље се налази на надморској висини од 196 м.

## Географија
| Клима (Терлици)            | Клима (Терлици) | Клима (Терлици) | Клима (Терлици) | Клима (Терлици) | Клима (Терлици) | Клима (Терлици) | Клима (Терлици) | Клима (Терлици) | Клима (Терлици) | Клима (Терлици) | Клима (Терлици) | Клима (Терлици) | Клима (Терлици) |
| Показатељ \ Месец          | .Јан.           | .Феб.           | .Мар.           | .Апр.           | .Мај.           | .Јун.           | .Јул.           | .Авг.           | .Сеп.           | .Окт.           | .Нов.           | .Дец.           | .Год.           |
| -------------------------- | --------------- | --------------- | --------------- | --------------- | --------------- | --------------- | --------------- | --------------- | --------------- | --------------- | --------------- | --------------- | --------------- |
| Средњи максимум, °C (°F)   | 10,0 (50)       | 10,9 (51,6)     | 13,1 (55,6)     | 16,9 (62,4)     | 22,0 (71,6)     | 26,9 (80,4)     | 29,5 (85,1)     | 29,4 (84,9)     | 25,1 (77,2)     | 20,0 (68)       | 15,3 (59,5)     | 11,8 (53,2)     | 29,5 (85,1)     |
| Средњи минимум, °C (°F)    | 3,9 (39)        | 4,0 (39,2)      | 5,7 (42,3)      | 8,2 (46,8)      | 12,0 (53,6)     | 16,0 (60,8)     | 18,5 (65,3)     | 18,8 (65,8)     | 16,0 (60,8)     | 12,1 (53,8)     | 8,3 (46,9)      | 5,4 (41,7)      | 3,9 (39)        |
| Количина падавина, mm (in) | 52 (20,5)       | 58 (22,8)       | 46 (18,1)       | 43 (16,9)       | 39 (15,4)       | 30 (11,8)       | 22 (8,7)        | 26 (10,2)       | 49 (19,3)       | 61 (24)         | 62 (24,4)       | 60 (23,6)       | 548 (215,7)     |
| [ тражи се извор ]         |                 |                 |                 |                 |                 |                 |                 |                 |                 |                 |                 |                 |                 |

## Становништво
| 1931.  | 1936.  | 1951.  | 1961.  | 1971.  | 1981.  | 1991.  | 2001.  | 2011.  |
| ------ | ------ | ------ | ------ | ------ | ------ | ------ | ------ | ------ |
| 21.277 | 21.612 | 22.568 | 21.161 | 22.352 | 24.462 | 26.433 | 27.532 | 26.986 |